# Kék gezerigó
A kék gezerigó (Melanotis caerulescens) a madarak osztályának a verébalakúak (Passeriformes) rendjéhez és a gezerigófélék (Mimidae) családjához tartozó faj.

## Rendszerezése
A fajt William John Swainson angol ornitológus írta le 1827-ben, az Orpheus nembe Orpheus caerulescens néven.

## Alfajai
- Melanotis caerulescens caerulescens (Swainson, 1827)
- Melanotis caerulescens longirostris Nelson, 1898[2]

## Előfordulása
Mexikó területén honos, kóborlóként előfordul az Amerikai Egyesült Államok déli részén. Természetes élőhelyei a szubtrópusi vagy trópusi hegyi esőerdők, lombhullató erdők és cserjések, valamint másodlagos erdők. Állandó, nem vonuló faj.

## Megjelenése
Testhossza 27 centiméter, testtömege 62-69 gramm. Tollazata kék, kivéve fekete arcrészét.

## Életmódja
Mindenevő, de főleg rovarokkal táplálkozik.

## Természetvédelmi helyzete
Az elterjedési területe nagyon nagy, egyedszáma viszont csökken, de még nem éri el  a kritikus szintet. A Természetvédelmi Világszövetség Vörös listáján nem fenyegetett fajként szerepel.